# CNA Center
Das CNA Center ist ein Bürogebäude in Chicago. Das Gebäude mit einer Höhe von 183 Metern wurde zwischen 1970 und 1972 errichtet und 1973 eröffnet. Der rote Anstrich brachte dem Hochhaus den Spitznamen Big Red (großer Roter) ein und hebt den schlichten Bau im Internationalen Stil aus der Skyline Chicagos hervor. Das CNA Center wurde als Hauptsitz des Versicherers CNA Financial errichtet und befindet sich seit 2015 im Besitz des Immobilieninvestors John Buck Company. CNA Financial verlegte seine Büros 2018 in einen 35-stöckigen Neubau innerhalb Chicagos, der ebenfalls den Namen CNA Center trägt. Das alte CNA Center wird voraussichtlich umbenannt werden, die Namensrechte wurden dem neuen Ankermieter Northern Trust angedient. Durch die Beleuchtung hinter den Gebäudefenstern werden zu speziellen Anlässen oft Nachrichten verbreitet. Durch Computer werden die benötigten Fenster berechnet, die für die Übermittlung der richtigen Nachricht beleuchtet werden müssen.

Die Fenster des CNA Centers (äußerst links) werden zu wichtigen Anlässen oft speziell illuminiert. Zum Sieg der Chicago Blackhawks im Stanley Cup Finale 2010 wurden die Fenster in der Form des Vereinslogos der Blackhawks beleuchtet. Auf dem Schrägdach des Crain Communications Building (Bildmitte) steht GO HAWKS zu lesen (sichtbar bei Vergrößerung) und von der Front des Blue Cross Shield Towers (rechte Bildhälfte) wird dem Verein mit HAWKS WIN zum Finalsieg gratuliert.